# Глава судебной власти Ирана
Глава судебной власти Ирана (перс. رئیس قوه قضائیه ایران‎) — высшая должность в судебной системе Ирана.

## Полномочия и обязанности
Согласно конституции Ирана, глава судебной власти возглавляет судебную систему Ирана. Назначается Высшим руководителем на срок в 5 лет. Назначаемый должен быть «справедливым, распорядительным и сведущим в судебных делах муджтахидом». В число обязанностей главы судебной власти Ирана входят улучшение и развитие судебной системы путём определения структуры судов, разработка, подготовка и представление в парламенте законопроектов о судах, назначение, увольнение и перевод судей. По консультации с судьями назначает председателя Верховного суда и генерального прокурора. По должности является членом Высшего совета национальной безопасности.

## Главы судебной власти Ирана (с 1980)
| №     | Фото | Имя (годы жизни)            | Назначен         | П.    |
| ----- | ---- | --------------------------- | ---------------- | ----- |
| 1     |      | Мохаммад Бехешти            | 23 февраля 1980  | [ 3 ] |
| 2     |      | Абдул-Карим Мусави Ардебили | 28 июня 1981     | [ 4 ] |
| 3 (1) |      | Мохаммад Язди               | 15 августа 1989  | [ 5 ] |
| 4 (2) |      | Махмуд Хашеми-Шахруди       | 14 августа 1999  | [ 6 ] |
| 5 (3) |      | Садик Лариджани             | 14 августа 2009  | [ 7 ] |
| 6 (4) |      | Ибрагим Раиси               | 7 марта 2019     | [ 8 ] |
| 7 (5) |      | Голям Хоссейн Мохсени-Эджеи | 1 июля 2021 года | [ 9 ] |

## Комментарии
1. ↑  Назначен как председательствующий судья Верховного суда Ирана после принятия новой конституции.
2. ↑  Назначен после гибели Мохаммада Бехешти при теракте[англ.] в Тегеране.
3. ↑  Первый в должности главы судебной власти Ирана после принятия новой конституции.